# غويلرمو توريس
غويلرمو توريس (بالإنجليزية: Guillermo Torres)‏ هو كاتب أغاني ومنتج أسطوانات أمريكي، ولد في 26 يونيو 1966.

## روابط خارجية
- غويلرمو توريس على موقع IMDb (الإنجليزية)